# Joe Lombardo
Joe Lombardo, né le 8 novembre 1962 à Sapporo (Japon), est un homme politique américain, membre du Parti républicain. Il est gouverneur du Nevada depuis le 2 janvier 2023.

## Biographie

### Formation
Fils d'un vétéran de l'US Air Force, Joe Lombardo est né à Sapporo, au Japon, le 8 novembre 1962. Il vit au Japon pendant plus d'une décennie avant de déménager à Las Vegas en 1976.
Il étudie à l'université du Nevada à Las Vegas, où il a obtient un Bachelor of Science en génie civil et un master en gestion de crise. Il est également diplômé de la 227e session de l'Académie du FBI en 2006.

### Carrière
Après avoir obtenu son diplôme d'études secondaires en 1980, Joe Lombardo rejoint l'armée américaine ; il sert dans la garde nationale du Nevada et dans la réserve de l'armée américaine jusqu'en 1986.
Joe Lombardo rejoint le département de la police métropolitaine de Las Vegas en tant qu'officier en 1988. Devenant sergent en 1996, lieutenant en 2001 puis capitaine en 2006 ; Il est promu shérif adjoint en 2011.
En 2014, Joe Lombardo est élu shérif du comté de Clark, en battant de justesse le candidat démocrate. Il est réélu en 2018,.

### Gouverneur du Nevada
Le 28 juin 2021, Joe Lombardo annonce sa candidature au poste de gouverneur du Nevada lors des élections de 2022. Remportant l'investiture républicaine le 14 juin 2022, avec 38,3 % des voix, il remporte l'élection générale du 8 novembre, avec 48,8 % des suffrages, contre 47,3 % pour le gouverneur démocrate sortant Steve Sisolak.
Joe Lombardo prête serment le 2 janvier 2023 et devient le 31e gouverneur du Nevada.